# آلية الاندماج
آلية الاندماج هي أي آلية يتم بواسطتها اندماج الخلايا ببعضها أو اندماج الفيروس بالخلية، بالإضافة إلى الآلية التي تسهل هذه العمليات. اندماج الخلية هو تكوين خلية هجينة من خليتين منفصلتين.هناك ثلاثة إجراءات رئيسية يتم اتخاذها في كل من اندماج الفيروسات بالخلايا واندماج الخلايا ببعضها: تجفاف مجموعات الرأس القطبية، وتعزيز الاندماج النصفي، وفتح وتوسيع المسام بين الخلايا المندمجة. يحدث اندماج الخلايا الفيروسية أثناء عدوى العديد من الفيروسات التي تشكل مخاوف صحية ذات صلة اليوم. بعض هذه تشمل فيروس نقص المناعة البشرية والإيبولا والإنفلونزا. على سبيل المثال، ينتقل فيروس نقص المناعة البشرية عن طريق الاندماج مع أغشية خلايا الجهاز المناعي. لكي يندمج فيروس نقص المناعة البشرية مع خلية معينة، يجب أن يكون قادرًا على الارتباط بالمستقبلات CD4 وCCR5 و CXCR4.  يحدث اندماج الخلايا أيضًا في العديد من خلايا الثدييات بما في ذلك الأمشاج والخلايا العضلية.